# .Mac
.Mac var en webbtjänst från Apple Computer för användare av Mac OS.
.Mac hette till en början iTools och var gratis för alla Macanvändare. I juli 2002 döptes tjänsten om och blev en betaltjänst och under sommaren 2008 ersattes tjänsten av Mobileme som även senare ersättes av tjänsten iCloud.
Med hjälp av .Mac kunde man till exempel synkronisera bokmärken, e-postkonton, kalendrar, kontakter och nyckelringar mellan två Macar.
Tjänsten var nära sammanknuten med iLife. Till exempel krävde många av funktionerna i iWeb ett .Mac-medlemskap.

## Funktioner
- Egen webbplats
- Webmail och e-postadress med ändelsen @mac.com
- Programmet Backup
- iCards, möjlighet att skicka digitala vykort
- iDisk, möjlighet att lagra filer online
- Tillgång till iReview